# Xenarthron pectoralis
Xenarthron pectoralis är en stekelart som beskrevs av Dmitriy R. Kasparyan och Ruiz-cancino 2005. Xenarthron pectoralis ingår i släktet Xenarthron och familjen brokparasitsteklar. Inga underarter finns listade i Catalogue of Life.